# Long Beach Grand Prix 2003
Long Beach Grand Prix 2003 var den tredje deltävlingen i CART World Series 2003. Racet kördes den 13 april på Long Beach Circuit i Long Beach, Kalifornien. Paul Tracy tog sin tredje raka seger i säsongsinledningen, och med det kunde han utöka sin mästerskapsledning till 27 poäng.

## Slutresultat
| Plats | Förare              | Team                      | Grid | Kvaltid  |
| ----- | ------------------- | ------------------------- | ---- | -------- |
| 1     | Paul Tracy          | Forsythe Racing           | 2    | 1.09,079 |
| 2     | Adrián Fernández    | Fernández Racing          | 7    | 1.08,784 |
| 3     | Bruno Junqueira     | Newman/Haas Racing        | 4    | 1.08,537 |
| 4     | Jimmy Vasser        | Spirit Team Johansson     | 14   | 1.09,765 |
| 5     | Mario Domínguez     | Herdez Competition        | 11   | 1.09,222 |
| 6     | Patrick Carpentier  | Forsythe Racing           | 6    | 1.08,660 |
| 7     | Ryan Hunter-Reay    | Spirit Team Johansson     | 12   | 1.09,359 |
| 8     | Darren Manning      | Walker Racing             | 10   | 1.09,135 |
| 9     | Mario Haberfeld     | Conquest Racing           | 15   | 1.10,014 |
| 10    | Alex Tagliani       | Rocketsports Racing       | 3    | 1.08,371 |
| 11    | Tiago Monteiro      | Fittipaldi-Dingman Racing | 16   | 1.10,092 |
| 12    | Oriol Servià        | Patrick Racing            | 8    | 1.08,821 |
| 13    | Patrick Lemarié     | PK Racing                 | 13   | 1.09,736 |
| 14    | Joël Camathias      | Dale Coyne Racing         | 18   | 1.11,303 |
| 15    | Michel Jourdain Jr. | Team Rahal                | 1    | 1.08,177 |
| 16    | Sébastien Bourdais  | Newman/Haas Racing        | 5    | 1.08,549 |
| 17    | Roberto Moreno      | Herdez Competition        | 9    | 1.09,028 |
| 18    | Rodolfo Lavín       | Walker Racing             | 17   | 1.11,082 |
| 19    | Alex Yoong          | Dale Coyne Racing         | 19   | 1.11,566 |